# 首都 (香港)

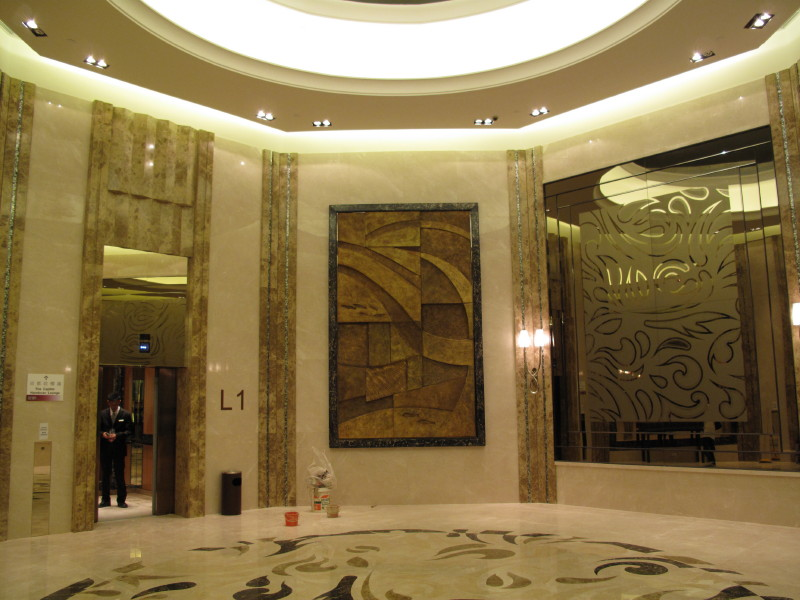
住宅入口大堂

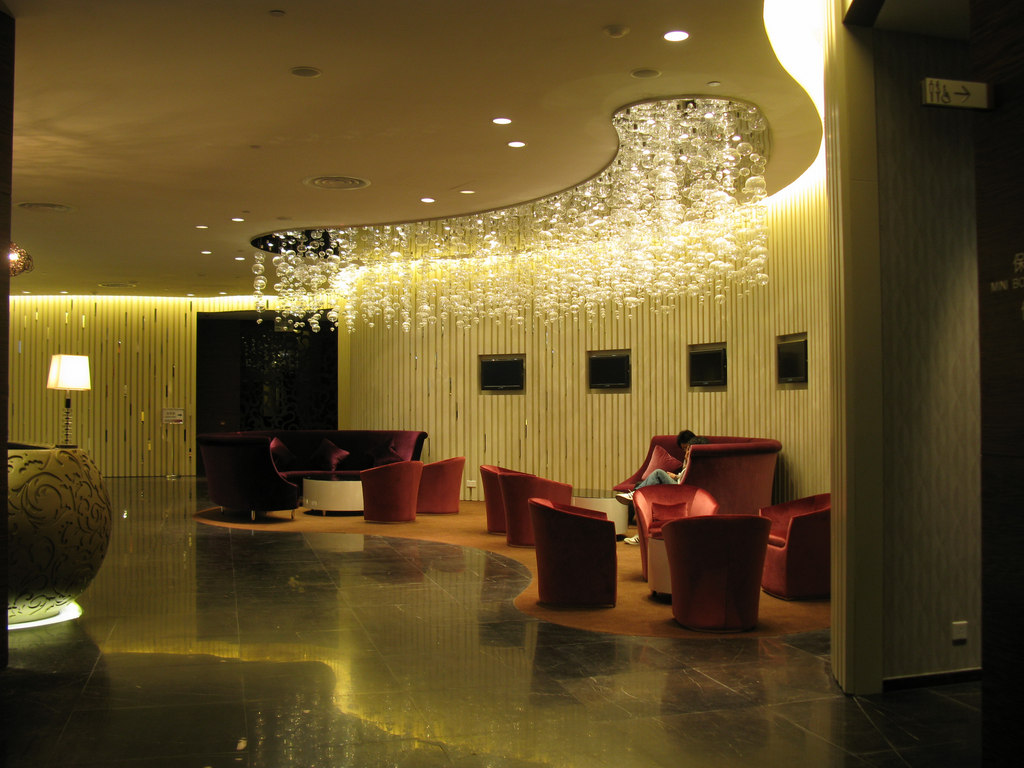
首都會所大堂

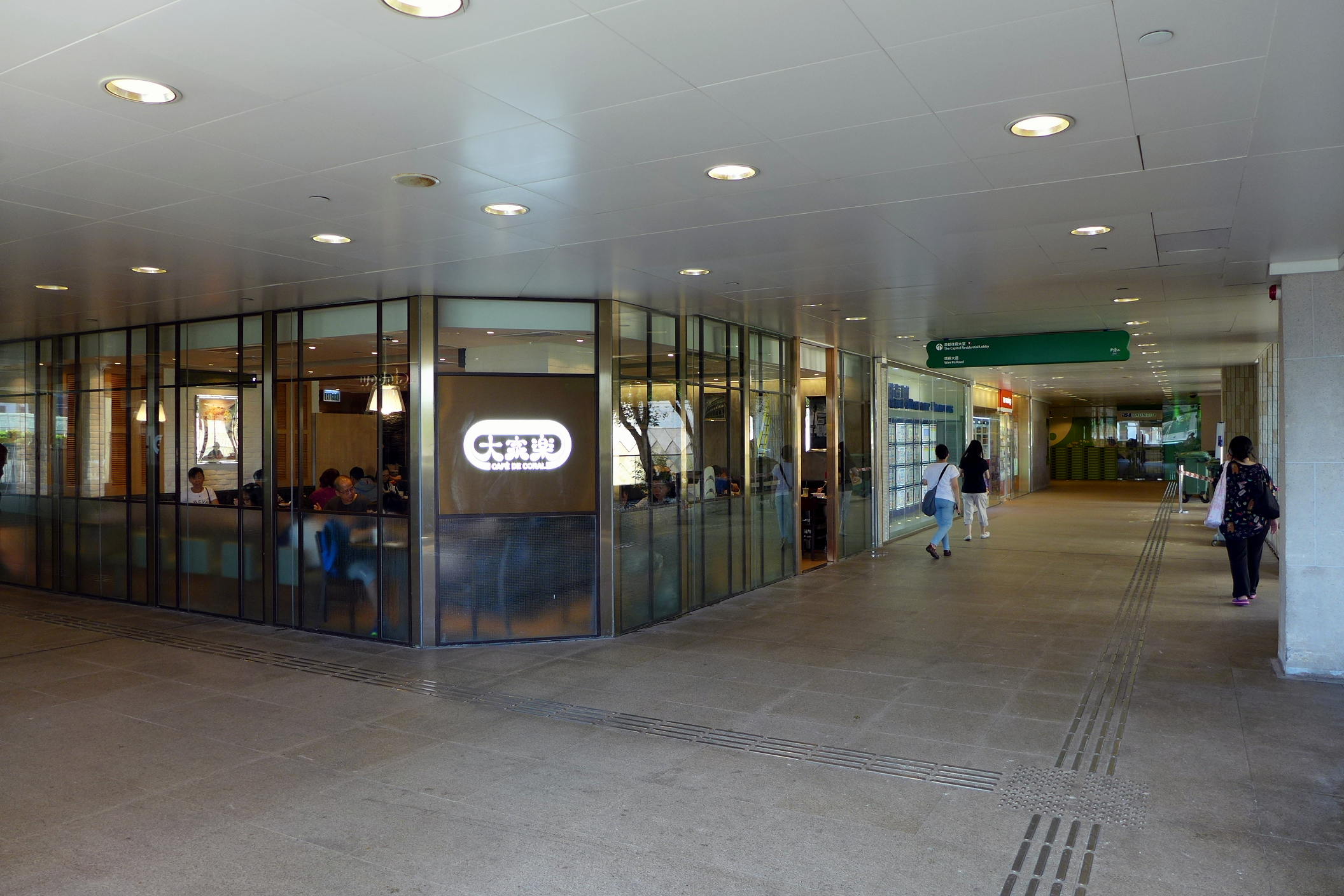
首都商場 (2016年)

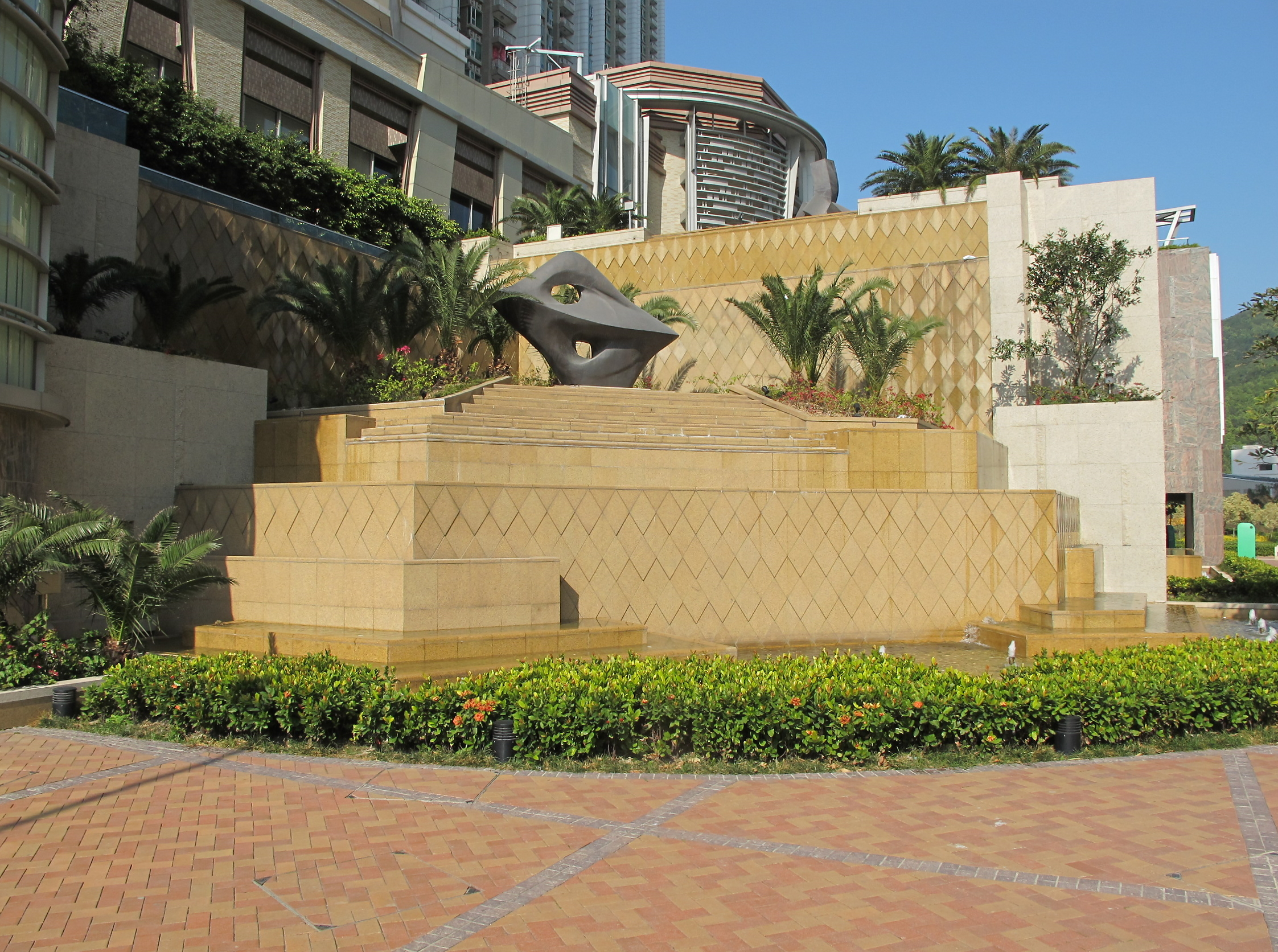
水景裝置

首都（英語：The Capitol）是香港新界東西貢區將軍澳東南部的私人屋苑，是港鐵大型臨海住宅區日出康城第1期，總發展面積為139,740平方米，其中住宅136,240平方米，商場500平方米，並設有一個佔地3,100平方米的長者護理中心及325個車輛泊位。由長江實業、南豐集團及港鐵公司共同發展，而建築師為興業建築師樓，並由盈信控股旗下安保工程承建。已於2009年7月初起入伙，並隨同康城站及日出公園一起落成。
首都每座分左翼及右翼，各設獨立電梯大堂，每座共設6部電梯，其中4部可直達停車場及卸貨區，但若要去高於大堂的指定樓層需以登記過的住戶八達通掃刷感應器才可到達；剩餘的2部電梯只通往大堂和其他單位，不需要住戶八達通也可選擇樓層。

## 建築
首都由5 幢樓高52至56 層的樓宇（電梯層數至70 樓，不設4 樓、13 樓等）物業組成，設於樓高5 層的大型平台上，提供2,096 個住宅單位。一半單位為3房設計，三成單位為4房設計，兩者面積均為900平方呎以上。兩房設計佔一成多，面積由683餘至700餘平方呎。
首都每座分左翼及右翼，各設獨立電梯大堂，合共十個部份，稱為「十閣」，各有獨立名稱，以全球知名城市分別命名：（第一座起）班芙、佛羅倫斯、琉森、馬德里、米蘭、蒙特利爾、奧斯陸、威尼斯、維也納及威士拿。
所有樓宇均採用迅達提供的升降機，每座共設6部電梯，其中4部可直達停車場及卸貨區，但若要去高於大堂的指定樓層需以登記過的住戶八達通掃刷感應器才可到達；剩餘的2部電梯只通往大堂和其他單位，不需要住戶八達通也可選擇樓層。

## 住客會所
首都會所命名為Premier Club，會所面積達12萬平方呎，設有6大主題區域，包括專為女士而設的維納斯專寵世界，位於平台花園。會所亦配合男士的喜好，將會所特別闢出一間Hi Fi房供住戶使用。其他設施包括戶外園林水療浴池、健身纖體室、瑜伽、舞蹈多用途練習室、作私人池畔派對的池畔園林讌樂屋和設有3間峇里式豪華SPA獨立屋等。會所於2009年8月22日開放。

## 公共設施
首都地下設有香港青年協會青年空間及康城社區會堂；三樓為小型商場，設有5間店舖，不過大部份店舖以地產代理為主。到了2010年1月及3月才分別開設萬寧及惠康超級市場。2011年12月所有地產代理遷出後，改為Rainbow Creative Arts兒童畫畫分校、洗衣店及診所，到2016年4月惠康超級市場遷出後，改為大家樂。
三樓通道命名為「卓裕大道」，24小時開放，可連接到康城站及環保大道。另外首都L5近第5至第6座已預留約3100平方米，作為一所籌劃中的長者護理院，並在L1、L3及L5設有獨立電梯大堂，共有2部升降機，但該空間入伙以來一直空置，到2013年5月才完成室內裝修。命為「康城松山府邸」長者護理院，於同年8月正式運作。

## 交通
在入伙初期，住客可以在地下候車處乘坐穿梭巴士到港鐵康城站。此外，也可利用3樓的有蓋行人通道步行15至20分鐘到康城站。到了2010年10月起，港鐵興建了一條臨時有蓋行人通道連接原有的有蓋行人通道，使住客現時只需步行5至6分鐘到康城站。
初時只有兩條巴士路線出入日出康城，使居民批評交通配套措施嚴重不足 。雖然隨後增加多條巴士路線，但普遍被指走線極度迂迴，因為多數路線由康城/工業邨開出後需繞經將軍澳北（坑口、寶琳）或將軍澳南（將軍澳、調景嶺），且歷時20分鐘才前往九龍市區。直至2020年10月起開辦直接前往將軍澳隧道的巴士路線98及797供乘客轉乘才逐步解決迂迴問題。
首都外的停車彎是整個日出康城唯一新界的士上落客點。
參考日出康城#交通

## 事件

### 倫常案
2017年5月18日凌晨，首都3座30樓的66歲退休男戶主疑因財務問題，在家內先勒死妻子，繼而在寓所露台跳樓自盡，直墮平台泳池身亡。

### 單位疑打穿主力牆
2023年5月底，網上流傳一條三房單位裝修片，第6座30樓一單位，設計師為了將三房打通成特大套房，疑打穿一面主力牆改為房門。首都客務處發出通告，指接獲多名住客反映，正調查及跟進事件，如發現屬實，將要求單位立即還原。港鐵表示客務處並未曾收到有關單位就改動單位結構的裝修申請，並發現該單位涉及違規情況，有關單位的業主在單位內進行臨時加固工程，屋宇署在管理公司人員陪同下到達涉事單位調查。到5月30日，屋宇署經過初步評估後，拆除的主力牆佔單位的結構牆約6%，已經向業主發出命令，要求在30日內完成。同時負責人士包括業主、裝修工程設計師和施工承建商等。2024年5月24日，屋宇署指調查後決定按照《建築物條例》向有關單位業主、工程承建商及室內設計師提出合共六項檢控。

### 火警
2024年8月1日，早上將軍澳日出康城發生火警，首都一個高層單位冒煙並傳出爆炸聲，據指，初步調查指因電腦短路引致火警。據報，日出康城首都今早10時半，警方接報日出康城首都1個高層單位冒煙並傳出爆炸聲，消防接報到場將火救熄，部份住戶自行疏散到安全位置。據報，事發時單位內的女傭發現睡房有煙冒出及現火光，更疑傳出爆炸聲，立即逃生，走到大堂致電通知男住戶。該名36歲姓吳男住戶得悉後匆匆返家查看，期間疑被濃煙焗暈，倒臥單位客廳昏迷不醒。

### 盜竊
《香港01》早前曾經報道紅磡黃埔AEON（永旺百貨）及屯門AEON的保安漏洞處處，是賊人熱門「光顧」的目標，尤以黃埔AEON最為嚴重，去年發生逾300宗店舖盜竊案，佔全港同類案件約4%。近日有消息人士向《香港01》透露，將軍澳日出康城的「FRESH新鮮生活」亦是區內店舖盜竊案的重災區，今年首7個月已發生52宗，佔將軍澳警區同類案件約21%。消息指，警方已全數偵破案件，並發現8成被捕人是日出康城的住戶，大多是主婦及退休人士。
根據警方提供的資料顯示，將軍澳警區去年共錄得335宗店舖盜竊案。有消息人士向《香港01》透露，與日出康城的「FRESH新鮮生活」有關的案件共有30宗，佔去年將軍澳警區整體店舖盜竊案約8.96%。這30宗案件，消息指9成已被警方偵破，賊人亦被繩之於法。

## 圖集

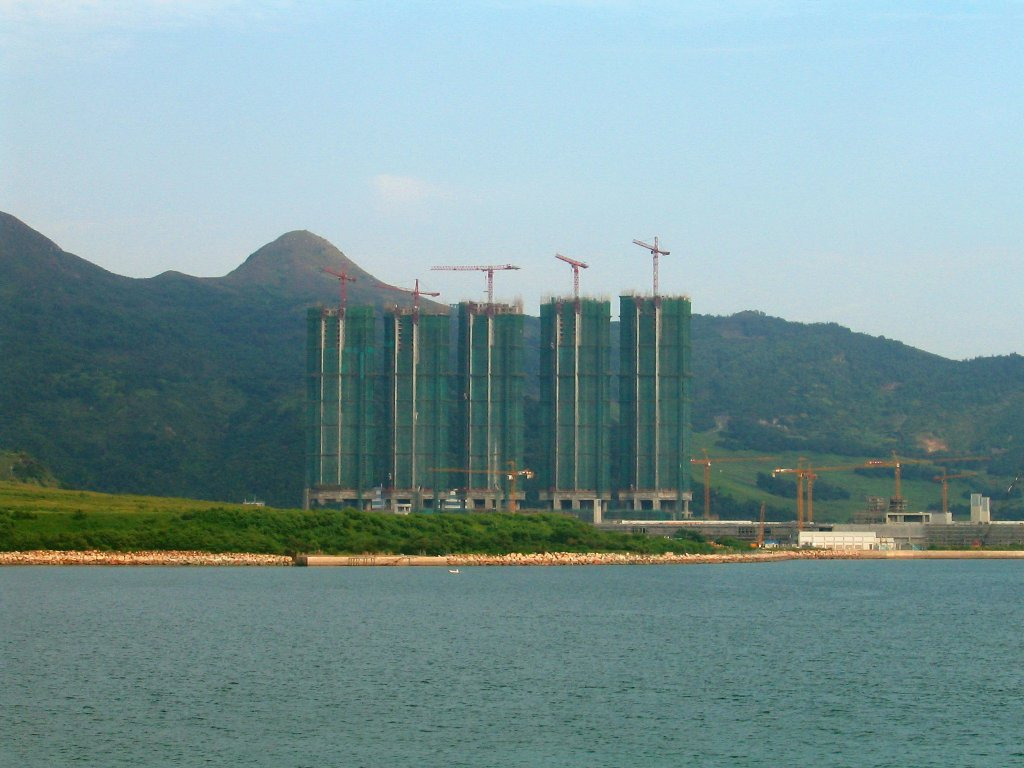
建築中的日出康城一期（2007年9月）
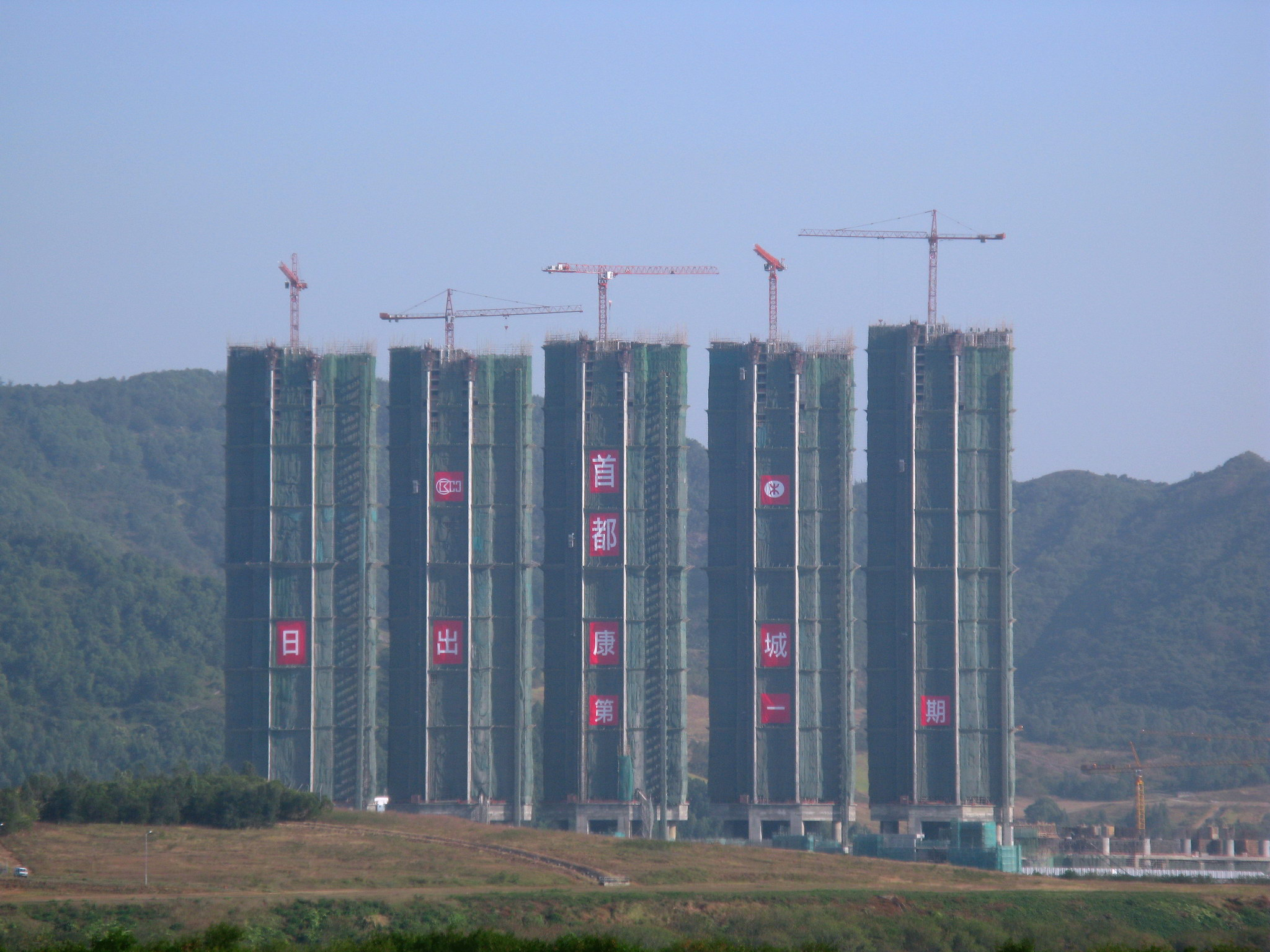
建築中的日出康城一期（2007年11月）
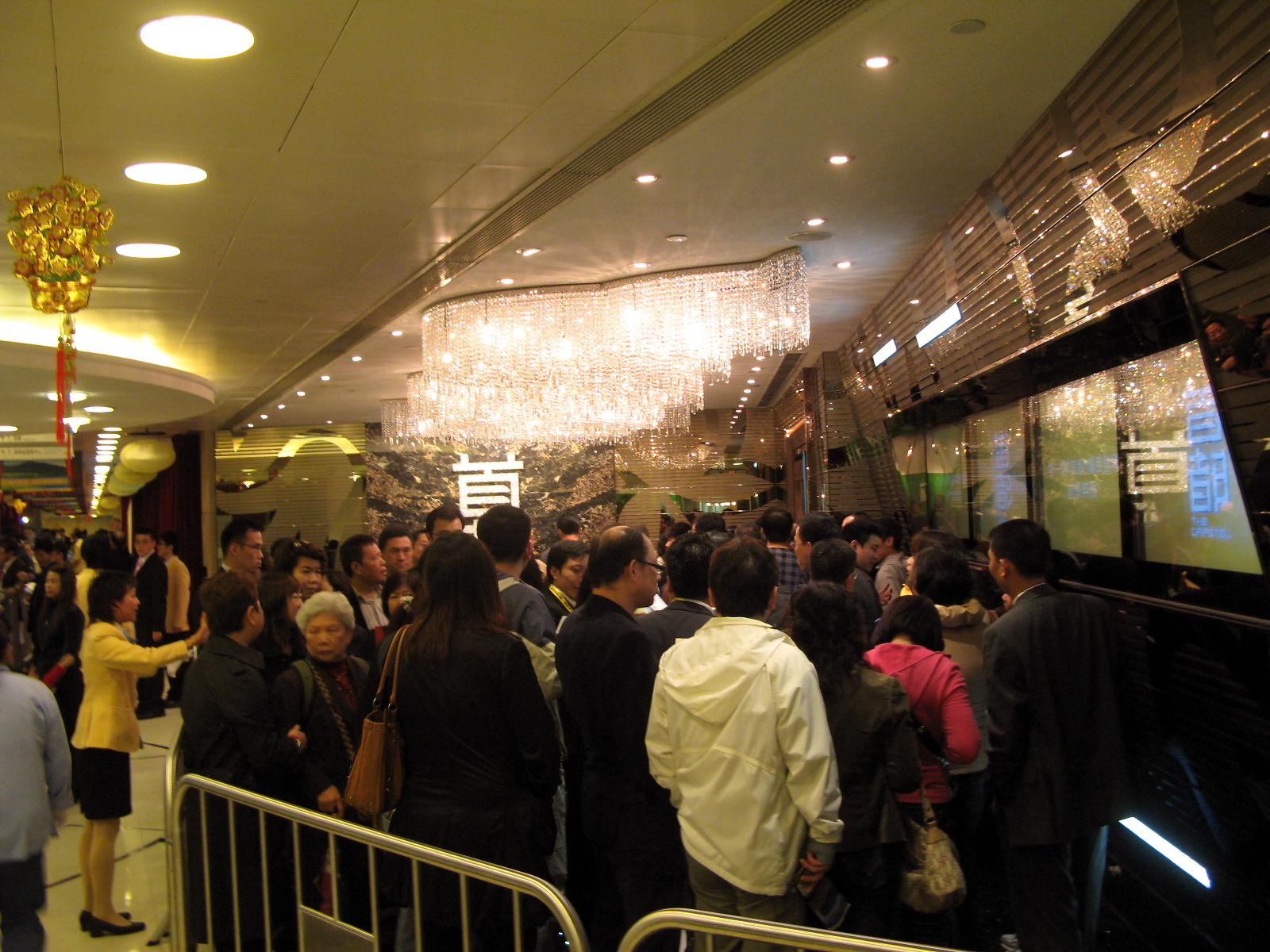
不少市民等候參觀第一期首都示範單位
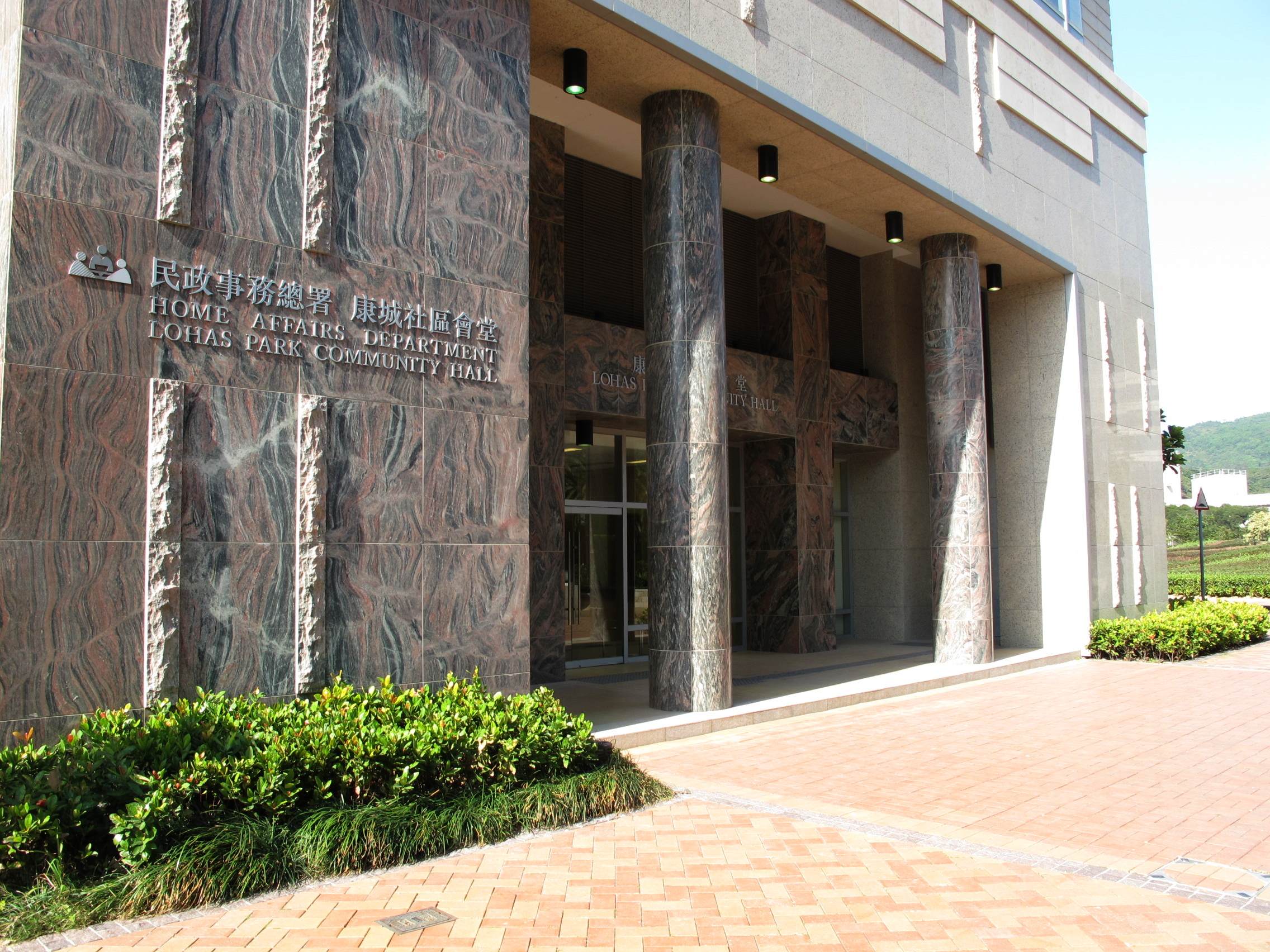
康城社區會堂外貌
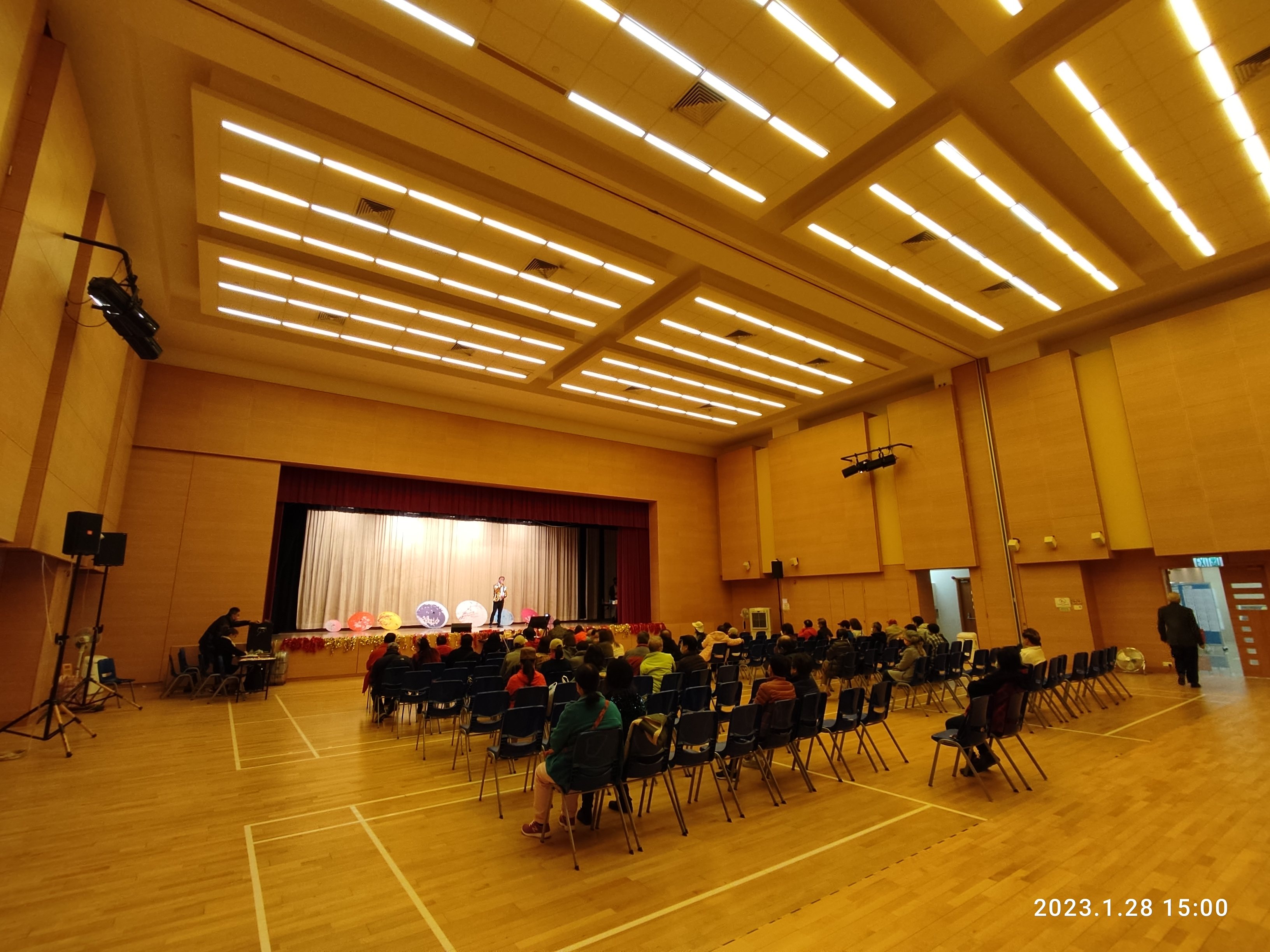
康城社區會堂內貌
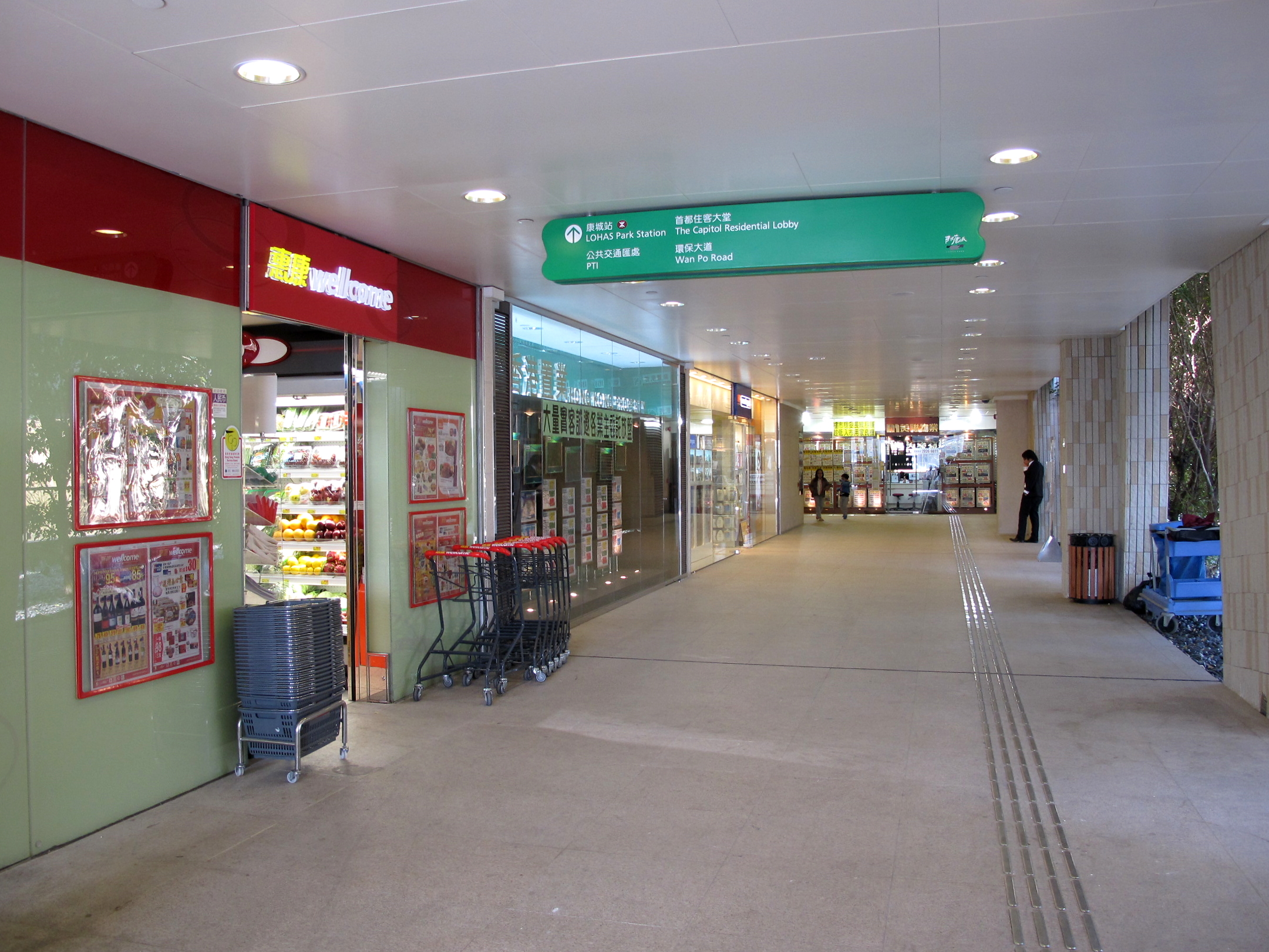
首都3樓設有小型商場
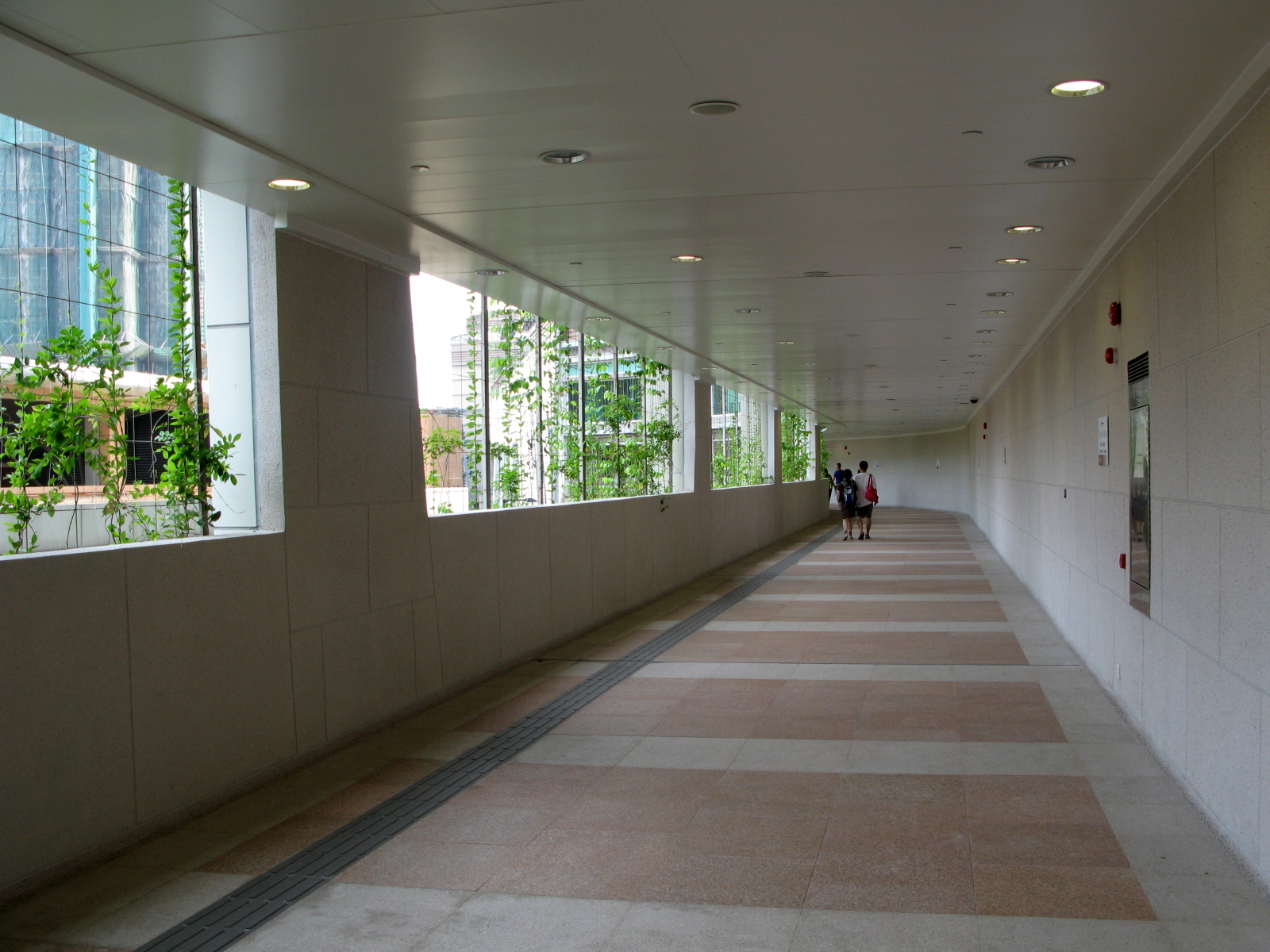
3樓卓裕大道
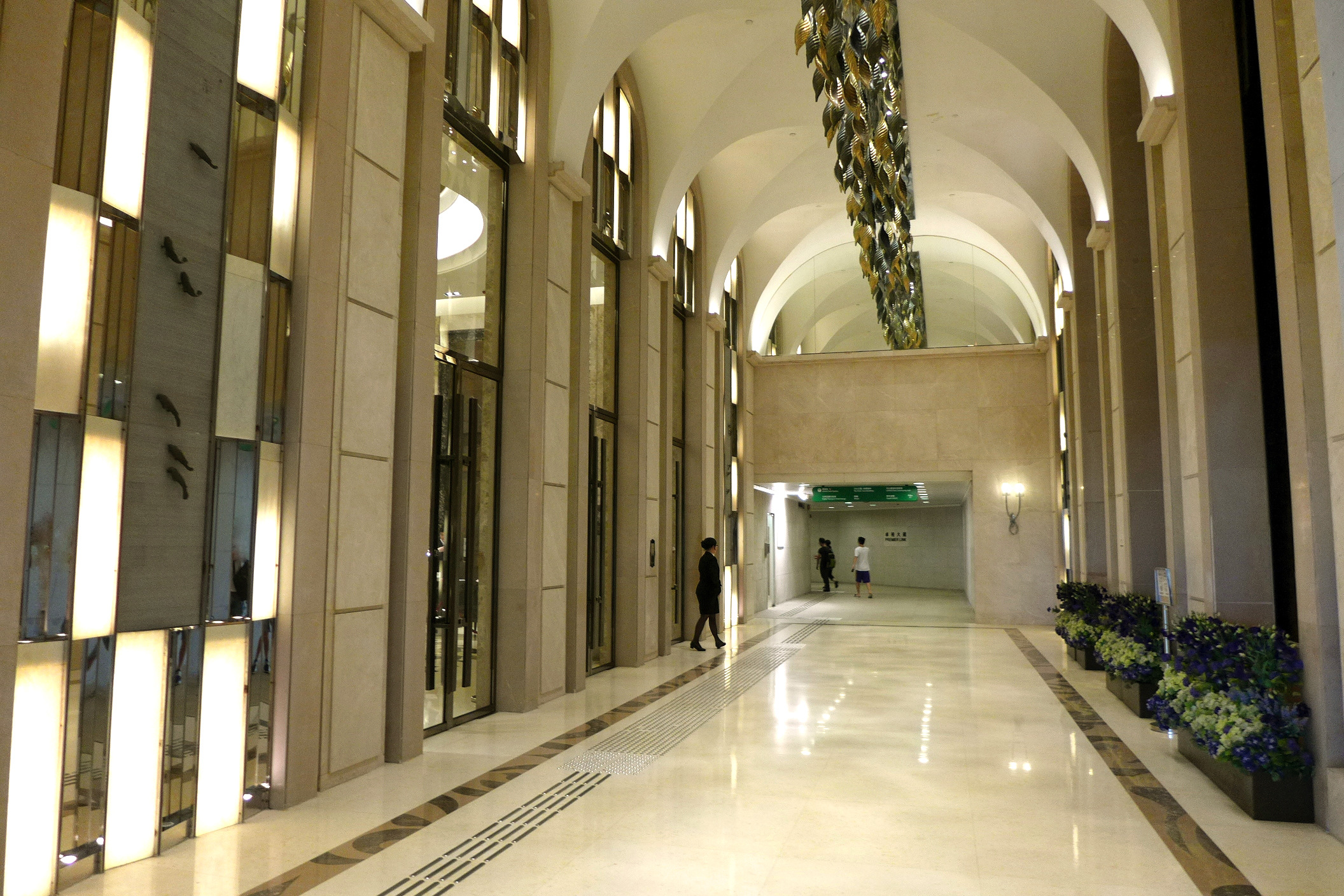
首都3樓住宅入口大堂
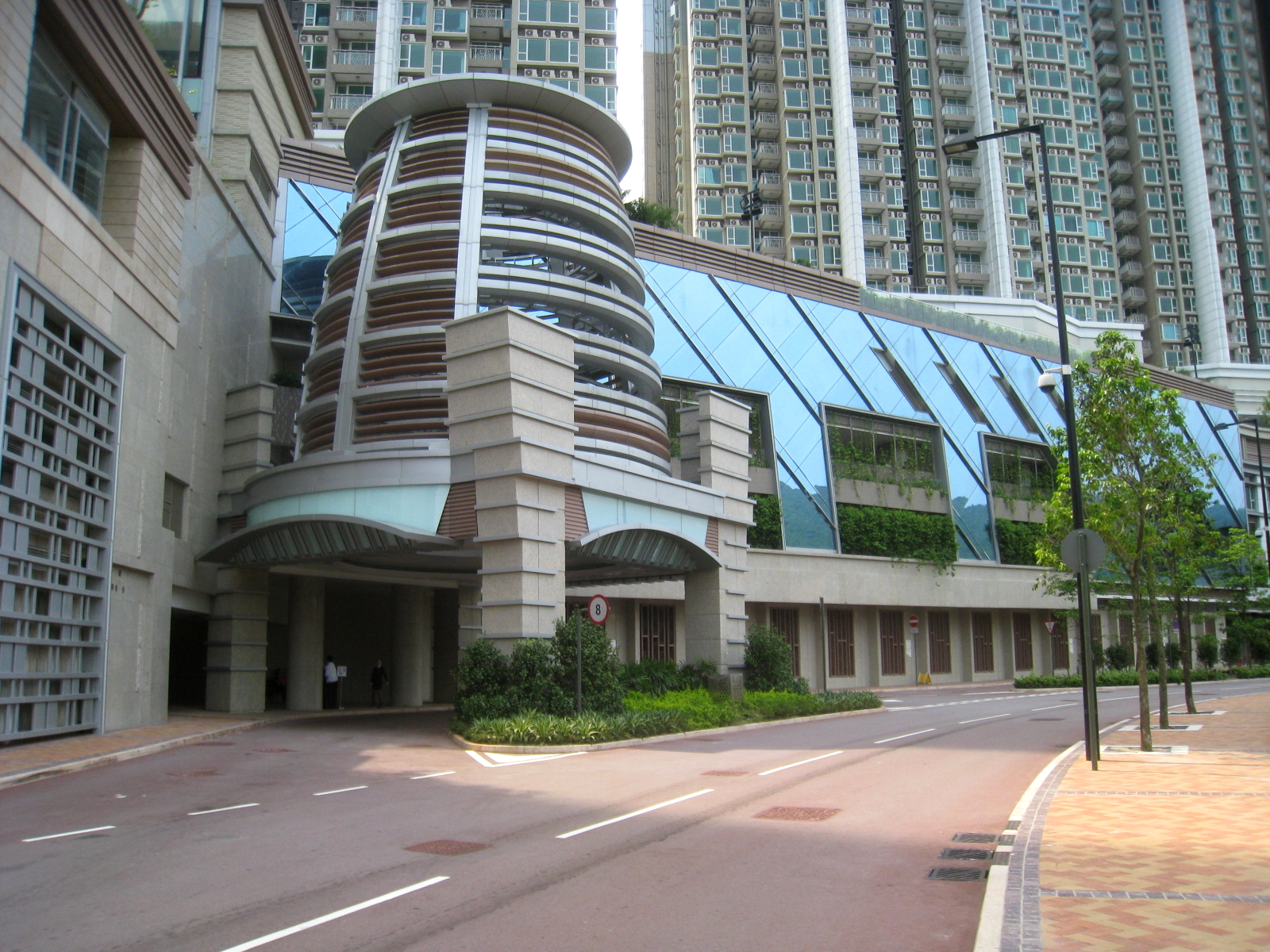
首都低座平台
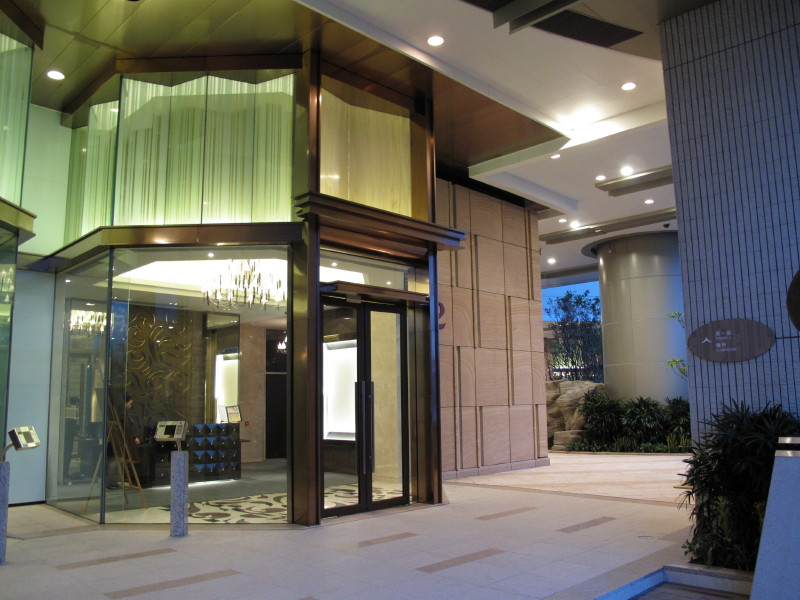
首都第2座住宅大堂

## 鄰近地方
- 日出公園
- 擬建東華三院群芳啟智學校
- 港鐵康城站
- The LOHAS 康城
- 康城路
- 日出大道
- 將軍澳南海濱長廊
- 將軍澳工業邨
- 百勝角
- 將軍澳跨灣連接路

## 外部連結
- 日出康城資訊站
- 首都官方網頁
- 長江實業
- 港鐵公司 （页面存档备份，存于）